# 北马其顿地理
北馬其頓，位于欧洲东南部，西邻阿尔巴尼亚，北临塞尔维亚、东临保加利亚，南邻希腊。

## 地貌
北馬其頓总面积25,713 km2 (9,928 sq mi)，其中陆地面积96.67%，水域面积3.33%。境内多山地。
主要河流有瓦尔达尔河、黑德林河等。主要湖泊有奥赫里德湖、普雷斯帕湖等。

## 气候
北馬其頓气候以温带大陆性气候为主。

## 生态
北馬其頓境内植物有3700种，包含210个科，920个属；其中开花植物3200种。

## 自然资源
北馬其頓境内的主要矿产有铬矿、铅矿、锌矿、钨矿、镍矿等。